# فرندشیپ آو سلیم
فرندشیپ آو سلیم (به انگلیسی: Friendship of Salem) یک کشتی است که طول آن ۱۷۱ فوت (۵۲ متر) و ارتفاع آن ۲۰ فوت (۶٫۱ متر) می‌باشد. این کشتی در سال ۱۹۹۶ ساخته شد.